# Tsuruhime
Ōhōri Tsuruhime  (大祝鶴姫?), conosciuta solo come Tsuruhime (鶴姫?) (1526 – 1543), è stata una donna guerriera giapponese vissuta nel XVI secolo, durante il periodo Sengoku, celebrata come un'eroina leggendaria e spesso chiamata la Giovanna d'Arco del Giappone.

## Biografia
Ōhōri Tsuruhime nacque nel 1526. Fu la terza figlia di Ōhōri Yasumochi, sacerdote capo del santuario di Ōyamazumi, sull'isola di Ōmishima, a nord della provincia di Iyo e a circa 30 miglia a sudest di Hiroshima.
A quel tempo l'isola era minacciata dalla crescente minaccia di Ōuchi Yoshitaka di Yamaguchi, nella provincia di Suō, e diversi battaglie avvennero tra i clan Ōuchi e Kōno nell'isola di Shikoku, la quale deteneva la giurisdizione del santuario. I due fratelli maggiori di Tsuruhime morirono durante questi scontri.
Quando Tsuruhime era quindicenne suo padre morì di malattia, così lei ereditò la carica di sacerdote capo del santuario, dedicato a più divinità shintoiste e spiriti che proteggevano marinai e soldati, ma sfortunatamente non protessero dall'invasione. Aveva studiato fin da bambina le arti marziali e, quando gli Ōuchi si mossero nuovamente contro Ōmishima, Tsuruhime assunse la responsabilità della difesa dell'isola, dichiarando di essere un'incarnazione divina di Mishima Myojin, uno degli spiriti che abitavano il santuario dell'isola. Con la sua ritrovata pietà, guidò l'esercito in battaglia e respinse nuovamente gli Ōuchi in mare nel 1541.
Quattro mesi dopo gli invasori ritornarono e, mentre un generale Ōuchi, Ohara Takakoto, si intratteneva sulla sua nave ammiraglia, fu attaccato di sorpresa da Tsuruhime e da quest'ultima ucciso. A ciò fece seguito un diluvio di "hōrokubiya" (焙烙火矢? lett. "bombe esplosive sferiche") provenienti dagli alleati di Tsuruhime, che cacciarono la flotta Ōuchi.
Due anni più tardi, nel 1543, quando Tsuruhime era diciassettenne, scese ancora in battaglia contro gli Ōuchi, ma quando udì che il suo fidanzato Yasunari Ochi, nato nel 1522, era stato ucciso in azione, fu colta dalla disperazione e si suicidò annegandosi. Le sue ultime parole furono: "Con l'oceano di Mishima come testimone, il mio amore sarà inciso con il mio nome".
Morì romanticamente in giovane età, anche se non ci sono documenti che descrivano tale evento. Si racconta che la sua armatura si trovi presso il santuario di Ōyamazumi, che spesso tiene parate e feste in suo onore.